# Course à la chefferie du Bloc québécois de 2017
La course à la chefferie du Bloc québécois de 2017 se déroule du 4 février au 18 mars 2017. La période de votation aurait dû avoir lieu du 20 au 22 avril, mais a été annulée lorsque Martine Ouellet a été élue par acclamation.

## Contexte

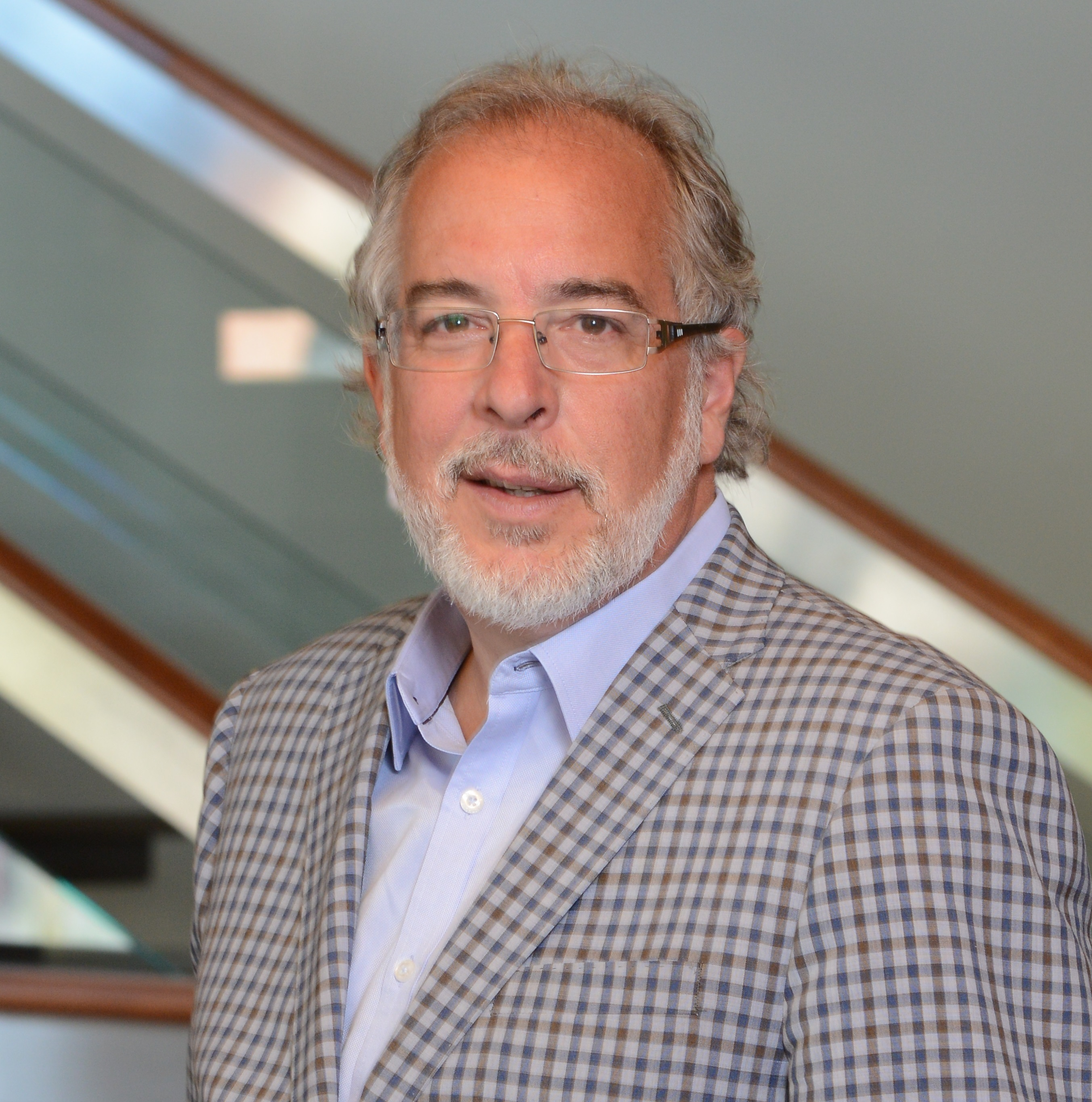
Le député de Rivière-du-Nord, Rhéal Fortin, chef intérimaire du Bloc québécois de 2015 à 2017, à la suite du départ de Gilles Duceppe.

À la suite de l'élection d'octobre 2015, le chef du Bloc québécois Gilles Duceppe remet sa démission de la direction de sa formation politique le 22 octobre 2015, n'ayant pas été élu député de Laurier-Sainte-Marie. Il est remplacé à titre intérimaire par le nouveau député de Rivière-du-Nord Rhéal Fortin. Lors du Conseil général du Bloc québécois tenu en 2016 à Trois-Rivières, les délégués décident que la course à la direction se déroulera en 2017. À la suite de cette décision, le Bureau national recommande la date du 22 avril 2017 pour le dévoilement du prochain chef. Cette recommandation est entérinée par les délégués présents au Conseil national de 2017. La période électorale est alors prévue du 4 février au 22 avril 2017. 
Les exigences pour être candidat comprennent le versement d'un montant de 15 000 $ et le dépôt d'au moins 1000 signatures d'appui provenant d'au moins 25 circonscriptions, avec au minimum 15 signatures dans chacune de ces circonscriptions.

## Candidats déclarés

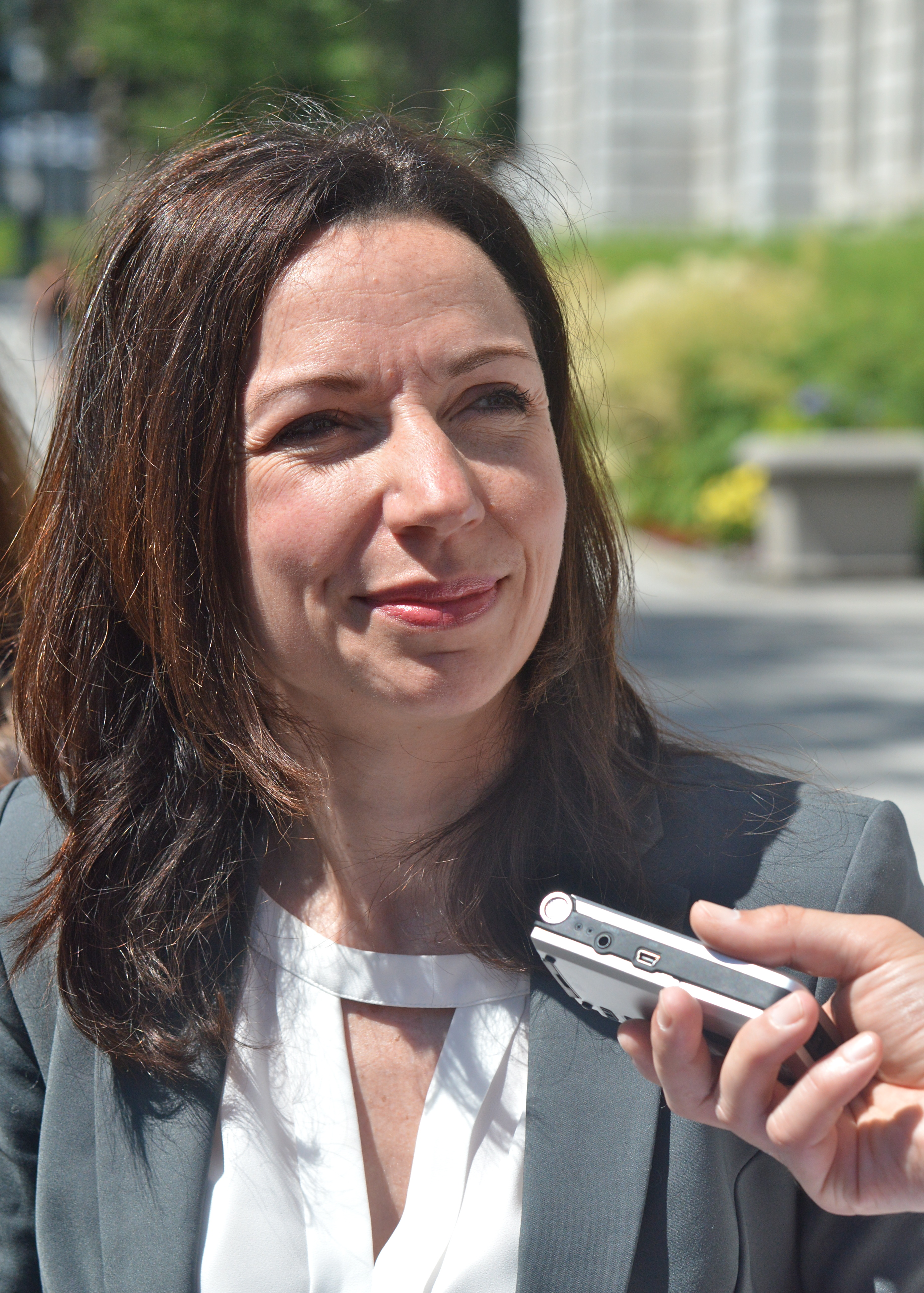
Martine Ouellet.

- Félix Pinel, enseignant au secondaire sur la rive-nord de Montréal et candidat défait du Bloc québécois dans Rivière-des-Mille-Îles en 2015. Ayant annoncé par communiqué de presse sa candidature le 31 janvier 2017[2], il est le premier candidat à se lancer dans la course. Il annonce cependant son retrait le 13 mars 2017, n'ayant pas obtenu les signatures nécessaires pour être candidat.
- Martine Ouellet, députée de Vachon à l'Assemblée nationale du Québec depuis 2010. Candidate défaite à la chefferie du Parti québécois de 2015 et de 2016. Ministre des Ressources naturelles de 2012 à 2014 sous le gouvernement Marois. Elle annonce sa candidature le 5 février 2017[3] lors d'un point de presse.

## Résultat
Le 13 mars 2017, Martine Ouellet annonce qu'elle a obtenu l'appui de six députés sur les dix que compte le parti à la Chambre des communes (le chef intérimaire et le président du parti, tous deux députés, devant rester neutres). Le 18 mars 2017, Martine Ouellet est déclarée élue par acclamation.

## Appuis

### Martine Ouellet

#### Députés du Bloc québécois
- Xavier Barsalou-Duval, député de Pierre-Boucher—Les Patriotes—Verchères
- Marilène Gill, députée de Manicouagan
- Gabriel Ste-Marie, député de Joliette
- Monique Pauzé, députée de Repentigny
- Michel Boudrias, député de Terrebonne
- Simon Marcil, député de Mirabel

#### Députés du Parti québécois
- Claude Cousineau, député de Bertrand[5]
- Gaétan Lelièvre, député de Gaspé[6]
- Harold LeBel, député de Rimouski[7]
- Agnès Maltais, députée de Taschereau[8]

## Report de la course
Lors du Conseil général du Bloc québécois tenu à Boucherville le 4 février 2017, un vif débat sur le report de la course à la chefferie eut lieu. Le député de Montcalm Luc Thériault proposa de repousser à 2018 la course à la chefferie afin d'offrir une plus grande diversité dans les candidatures à la direction du Bloc québécois. Il fut appuyé par le chef sortant Gilles Duceppe. Le député de Montcalm proposa également que tous les membres du Bloc québécois, du Parti québécois, d'Option nationale et de Québec solidaire aient le droit de vote, dans le but de créer une convergence des forces indépendantistes. Ces deux propositions furent rejetées par les délégués.